# Eleanor Smeal
Eleanor Marie Smeal, född Cutri 30 juli 1939 i Ashtabula, Ohio, är en amerikansk feminist.
Smeal, som på 1970-talet betecknades som hemmafru, var ordförande i National Organization for Women (NOW) 1977–1982 och 1985–1987. Hon är författare till boken Why and How Women Will Elect Next President (1984), i vilken hon utvecklar begreppet "gender gap". Begreppet avser de skillnader i amerikanska kvinnors och mäns politiska röstningsmönster som uppkom under presidentvalet i USA 1980.